# Italská hymna
Hymna Itálie je píseň Fratelli d'Italia (česky Bratři Itálie).
Slova hymny napsal mladý italský básník Goffredo Mameli, účastník bojů za nezávislost Itálie v roce 1848, který zemřel ve věku 22 let na následky zranění. Podle legendy Mameli napsal slova písně v roce 1847 během hostiny v domu amerického konzula na žádost hostů. Improvizovaný text pak dokončil v noci doma. O několik dní později během pobytu v Turíně složil hudbu jeho přítel Michele Novaro. Poprvé byla veřejně píseň zahrána v Janově roku 1847 během oslav reforem zahájených sardinským králem Karlem Albertem. Píseň se brzy stala populární v celé Itálii. Hymna se vztahuje k minulosti a přivolává slávu dávných bitev.

## Text hymny
| Originální znění | Český překlad |
| --- | --- |
| Fratelli d'Italia Fratelli d'Italia, l'Italia s'è desta, dell'elmo di Scipio s'è cinta la testa. Dov'è la vittoria? Le porga la chioma, che schiava di Roma Iddio la creò. Ref.: Stringiamoci a coorte, siam pronti alla morte. Siam pronti alla morte, l'Italia chiamò. Stringiamoci a coorte, siam pronti alla morte. Siam pronti alla morte, l'Italia chiamò! Si! Noi fummo da secoli calpesti, derisi, perché non siam popolo, perché siam divisi. Raccolgaci un'unica bandiera, una speme: di fonderci insieme già l'ora suonò. Ref.: Stringiamoci a coorte… Uniamoci, amiamoci, l'unione e l'amore rivelano ai popoli le vie del Signore. Giuriamo far libero il suolo natio: uniti, per Dio, chi vincer ci può? Ref.: Stringiamoci a coorte… Dall'Alpi a Sicilia Dovunque è Legnano, Ogn'uom di Ferruccio Ha il core, ha la mano, I bimbi d'Italia Si chiaman Balilla, Il suon d'ogni squilla I Vespri suonò. Ref.: Stringiamoci a coorte… Son giunchi che piegano Le spade vendute: Già l'Aquila d'Austria Le penne ha perdute. Il sangue d'Italia, Il sangue Polacco, Bevé, col cosacco, Ma il cor le bruciò. Ref.: Stringiamoci a coorte… | Bratři Itálie Bratři Itálie, Itálie se probudila Scipionovou helmou zdobí svou hlavu. Kde je vítězství? Itálii ať podá své vlasy (na znamení otroctví), neb římskou otrokyní je (tj. vítězství) Bůh učinil. Ref.: Sevřemež šiky připraveni na smrt. Připraveni na smrt, Itálie zavolala. Sevřemež šiky připraveni na smrt. Připraveni na smrt, Itálie zavolala! Ano! Po staletí po nás, šlapali, vysmívali se nám, že nejsme lid, protože jsme rozděleni. Kéž nás spojí jediná vlajka, jediná naděje, abychom se spojili v jedno nadešla hodina! Ref.: Sevřemež šiky… Sjednoťme se, milujme se, jednota a láska ukazují národům cesty Páně. Přísahejme, že osvobodíme rodnou hroudu: sjednocené, za Boha, kdo nás může porazit? Ref.: Sevřemež šiky… Od Alp až k Sicílii všude je Legnano, každý má Ferucciovy srdce a ruce. Italské děti se nazývají Balilla, dnes každý zvonek vyzvání nešpory. Ref.: Sevřemež šiky… Třtinami, které se ohýbají, jsou prodejná kopí, už rakouský orel ztratil brka. Italskou krev i krev Poláků pil s kozákem, ale spálila mu srdce. Ref.: Sevřemež šiky… |

Obraz vítězství, které podává vlasy Itálii (Dov'è la Vittoria?! / Le porga la chioma / ché schiava di Roma / Iddio la creò), je vzat z reálií antického Říma, kde byly otrokyním na znamení otroctví ostříhány vlasy a podány jejich pánu. Vítězství (italsky v ženském rodě vittoria) se tak stává otrokyní Itálie, vítězství v boji za osvobození Itálii patří.
Čtvrtá sloka spojuje boj za osvobození s významnými válkami z italské historie: od Alp až k Sicílii je všude Legnano, tj. celá Itálie se stává bojištěm podobně významné bitvy, jak byla bitva u Legnana, v níž se lombardská města ubránila útokům Fridricha Barbarossy. Každý Ital má srdce a ruce florentského kondotiéra Francesca Feruccia (1489–1530), každé italské dítě je Balilla (chlapec, který hodil kámen po rakouských vojácích a zahájil tak protirakouskou vzpouru v Janově 5. prosince 1746). Vyzvánění zvonků je odkazem na sicilské nešpory.
Zmínka o prodejných kopích (le spade vendute) poukazuje na to, že rakouská armáda, proti níž italští vlastenci bojovali, se skládala převážně z žoldnéřů. Verše o tom, že rakouský orel (v české heraldice orlice), symbol Rakouska, pije nejen italskou, ale spolu s kozákem (tj. Ruskem) také polskou krev, poukazují na útlak polského národa Rakouskem a Ruskem (viz dělení Polska).
Podobně jako je v italské hymně zmíněno Polsko, je naopak v polské hymně zmíněna Itálie.